# Ашшурбаніпал
Ашшурбанапал чи Ашшурбаніпал, у грецькій передачі Сарданапал (грец. Σαρδανάπαλος; VII століття до н. е.) — цар Ассирії в 669-631 до н. е.(?), зберіг державу у кордонах від Перської затоки до Середземного моря, незважаючи на внутрішні бунти.
Заснував найдавнішу з відомих бібліотек у Ніневії, куди цілеспрямовано збирав глиняні таблички з клинописними текстами з усієї Месопотамії, завдяки чому бібліотека стала одним з найважливіших сучасних джерел знань про історію Стародавнього Сходу.
Єгипет був знову завойований Ашшурбаніпалом, але невдовзі остаточно здобув незалежність від Ассирії (655 до н. е.).
В 645 до н. е. ассирійці, очолювані царем Ашшурбаніпалом, розграбували та зруйнували Сузи — столицю Еламу.
653-648 до н. е. — кровопролитна війна з братом Шамашшумукіном, що правив у Вавилоні.
Невдовзі після смерті Ашшурбаніпала Ассирія занепала та була знищена.

## Галерея

Ашшурбаніпал під час полювання. Ассирійський рельєф
Ассирія
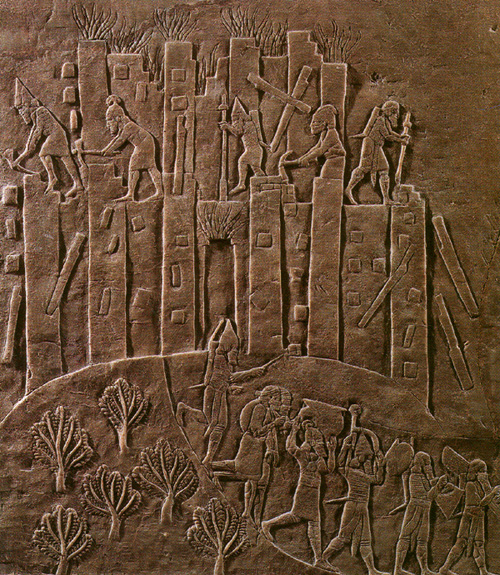
Жорстока кампанія Ашурбаніпала: спалення столиці Еламу Суз, зображення на рельєфі, 647 до н. е.